# Clarión
Clarión is een afgelegen vulkanisch eiland behorend tot de Revillagigedo-eilanden. Het is het meest westelijk van die archipel; het ligt 350 kilometer ten westen van hoofdeiland Socorro en hoort bij Mexico.
Clarión heeft een oppervlakte van 27 km². Op het eiland bevinden zich drie pieken, waarvan de Monte Gallegos met 335 meter de hoogste is. Het grootste deel van de kustlijn bestaat uit kliffen, met uitzondering van de Bahia Azufre (Zwavelbaai) aan de zuidkust. Aan deze baai is een 9 man tellend militair garnizoen gevestigd.
Clarión werd in 1615 ontdekt door Joris van Spilbergen.
Clarión · Roca Partida · Socorro · San Benedicto